# متلازمة الكبدية الرئوية
متلازمة الكبدية الرئوية (بالإنجليزية: Hepatopulmonary syndrome)‏ هيَ متلازمة يحدث بِها ضيق في النفس وَنقص تأكسج الدم (انخفاض مستويات الأكسجين في الدم الشرياني) نتيجةً لِحدوث توسع وعائي في الرئتين لدى شخص مُصاب بمرض الكَبد. يُصبح ضيق النفس ونقص تأكسج الدم أسوء في وضعية الانتصاب وهو ما يُسمى ضيق النفس القيامي أو ضيق النفس الانتصابي.

## الفيزيولوجيا المرضية
تحدث متلازمة الكبدية الرئوية نتيجةً لحدوث توسعات مجهرية في الشرايين والأوردة داخل الرئة لدى الأشخاص الذين يُعانون من فشل كبدي مُزمن أو حاد -أقل شيوعاً-، وآلية حدوث المرض غير معروفة ولكن يُعتقد البعض أنَّ سبب المرض يعود إلى زيادة إنتاج الكَبد أو نقص تخلص الكَبد من الموسعات الوعائية، والتي تتضمن أكسيد النيتريك.
كما يؤدي توسع الأوعية الدموية إلى تروية عالية مقارنةً بالتهوية، مما يؤدي إلى خلل في نسبة التهوية للإرواء ويؤدي إلى نقص تأكسج الدم، كما تحصل زيادة تدريجية بين الضغط الجزئي للأكسجين في الحويصلات الهوائية وفي الشرايين المُجاورة أثناء تنفس الهواء، وبالإضافة إلى ذلك فإنه في المراحل الأخيرة من تليف الكبد يتطور الأمر إلى فَشل ضخم والذي قد يؤدي إلى قلة وقت تواجد كريات الدم الحمراء في الشعيرات الدموية والذي قد يتفاقم إلى نقص تأكسج الدم.

## التشخيص
يُتوقع تواجد متلازمة الكبدية الرئوية في أي شخص مُصاب بأحد أمراض الكبد ويشتكي من حدوث ضيق في التنفس (خاصةً ضيق التنفس القيامي أو الانتصابي)، وعندَ شكوى المَريض من هذا الأمر يَجب قياس التأكسج له للتأكد، وفي حال كانت المُتلازمة مُتقدمة فإنه ينبغي قياس غازات الدم الشرياني في الهواء.
يُعتبر تخطيط صدى القلب من أهم الفحوص التشخيصية.

## العلاج
تُعتبر عملية زراعة الكبد العِلاج النهائي الوَحيد لمتلازمة الكبدية الرئوية، كما أنهُ من الإمكان استعمال علاجات بديلة سَردية مِثل إعطاء المريض أكسجين إضافي وَسوماتوستاتين.

## توقعات سير المرض
في حال زرع الكبد يُصبح مُعدل البقاء على قيد الحياة لِمدة 5 سنوات هوَ 74%، وهو يُشبه معدل البقاء لدى الأشخاص الذين خضعوا لعمليات زراعة الكبد وهم لا يُعانون من متلازمة الكبدية الرئوية.

## قراءات خارجية
- Rodríguez-Roisin، Roberto؛ Krowka, Michael J. (29 مايو 2008). "Hepatopulmonary Syndrome — A Liver-Induced Lung Vascular Disorder" (PDF). New England Journal of Medicine. ج. 358 ع. 22: 2378–2387. DOI:10.1056/NEJMra0707185. PMID:18509123.